# Батех
Бате́х (кабард.-черк. Бэтэх) — село в Зольском районе Кабардино-Балкарской Республики. Входит в состав муниципального образования «Сельское поселение Псынадаха».

## Географическое положение
Селение расположено в северной части Зольского района, в долине реки Золка. Находится в 7 км к югу от районного центра Залукокоаже, в 60 км к северо-западу от Нальчика, и в 26 км к юго-востоку от Пятигорска.
Граничит с землями населённых пунктов: Псынадаха на севере, Зольское на юго-западе, Приречное и Прогресс на юго-востоке.
Населённый пункт расположен в предгорной зоне республики. Рельеф местности представляет собой холмистые возвышенность, сменяющиеся волнистыми предгорными равнинами на северо-востоке. Средние высоты на территории села составляет около 640 метров над уровнем моря. К юго-востоку от села начинается урочище «Золка», переходящая далее в «Зольские пастбища». Вся территория участка сильно расчленена глубокими долинами и балками.
Почвенный покров предгорной лесостепи образует чернозёмы типичные и выщелоченные, и обусловлены высокой степенью их вовлечения в сельскохозяйственное производство республики.
Гидрографическая сеть представлена рекой Мокрая Золка и типичными для района родниковыми источниками, в том числе минеральными.
Климат влажный умеренный. Сумма температур за вегетационный период составляет 2800-3200°С. Средние температуры самого тёплого месяца июля составляют около +21,0°С, средние температуры самого холодного месяца января составляют -3,5°С. Среднегодовое количество осадков составляет около 1000 мм. Основное количество осадков выпадает в период с апреля по июль.

## Этимология
Название села Батех (кабард.-черк. Бэтэх — множество бугорков, холмов), что обуславливает местность на которой расположено село.

## История
Село основано в 1928 году, вследствие расселения села Малка, фактически состоявшего из трёх аулов. Принципиальное решение о расселении было принято общим собранием сельчан ещё в 1924 году, однако официально село Батех было образовано по решению Совнаркома КБАССР лишь четыре года спустя.
Первыми поселенцами села Батех были семьи — Тлостановых, Халиловых, Кардановых, Гедмишховых и другие, в основном переселившихся из квартала села Малка — Аджиево (кабард.-черк. Хьэжы хьэблэ).
В 1930 году основан колхоз «Красный комбайн», игравший важную роль в дальнейшем обустройстве села.
В 1957 году Батехский сельсовет был упразднён, а село включено в состав соседнего Псынадахского сельсовета.

## Население
| 2002 | 2010  | 2021  |
| ---- | ----- | ----- |
| 1212 | ↗1274 | ↗1288 |

За межпереписной период (с 2010 по 2021 год) население села увеличилось на 14 чел. (+ 1,10 %).
Национальный состав
По данным Всероссийской переписи населения 2021 года:
| Народ                | Численность, чел. | Доля от всего населения, % |
| -------------------- | ----------------- | -------------------------- |
| кабардинцы (черкесы) | 1276              | 99,07 %                    |
| * кабардинцы         | 1262              | 97,98 %                    |
| * черкесы            | 14                | 1,09 %                     |
| другие               | 12                | 0,93 %                     |
| всего                | 1288              | 100 %                      |

## Образование
- Средняя общеобразовательная школа № 1 — ул. Колхозная, 11
- Начальная школа Детский сад № 1

## Здравоохранение
- Участковая больница
- Фельдшерско-акушерский пункт[10]

## Ислам
- Сельская мечеть — ул. Депутатская, 26 «а» (построена в 1991 году).

## Экономика
Основу экономики села составляют арендные и подсобные хозяйства. Развиты возделывания культур картофеля, кукурузы и подсолнечника.

## Улицы
На территории села зарегистрировано 7 улиц:

| Депутатская |
| Колхозная   |
| Крайняя     |

| Молодёжная |
| Новая      |

| Первомайская |
| Полевая      |